# Scirtotypus aberrans
Scirtotypus aberrans är en insektsart som beskrevs av Brunner von Wattenwyl 1898. Scirtotypus aberrans ingår i släktet Scirtotypus och familjen Chorotypidae. Inga underarter finns listade i Catalogue of Life.